# Antonio Bezzola
Antonio Bezzola (Campione d'Italia, 3 giugno 1846 – Milano, 20 aprile 1929) è stato uno scultore italiano.

## Biografia
Bezzola nacque a Campione d'Italia, in provincia di Como, il 3 giugno 1846. Allievo ornatista dello zio Gian Battista Boni, l'artista entrò all'Accademia di Brera nell'anno 1861 e ebbe come maestri Pietro Magni e Giovanni Strazza per la scultura, e Francesco Hayez per il nudo artistico: in questi anni realizzò un Caino, andato distrutto. Terminati gli studi a Brera nel 1869, fu espositore all'Esposizione internazionale viennese del 1873 e a Milano, ove pose definitivamente la sua residenza, nel 1875, 1877, 1881, 1896 e 1897. In questo giro d'anni Bezzola andò licenziando diverse opere di rilievo: di queste, si segnalano i bassorilievi per il monumento a Napoleone III, alcuni gugliotti del duomo di Milano e numerosi busti, che rappresentano i frutti artistici di un anno trascorso a Londra (che visitò nel 1898). Morì infine a Milano il 20 aprile 1929.

## Stile e opere
Memore della lezione lombarda di Giuseppe Grandi, il Bezzola fu un «valente modellatore di pieni volumi in marmo e in bronzo e di altorilievi fortemente espressivi e veramente notevoli per i tempi»: fu tuttavia egli un artista timido, circospetto per natura e senza appoggi, tanto che non riuscì ad affermarsi presso il grosso pubblico.
Del Bezzola esiste un cospicuo numero di opere, che in gran parte sono proprietà privata; ciò malgrado, l'artista è rappresentato nella Galleria d'arte moderna di Milano e in musei a Londra, Dresda, New York. Fra queste sono da ricordare I capricci del modellino (1873), in proprietà privata a Vienna; L'idolo (1891), presso gli eredi Bezzola, che raffigura una donna nell'atto di reggersi a una colonna sormontata da un'ilare testa maschile; la Chirurgia nel monumento Bottini a Stradella; il busto ritraente Antonio Ghislanzoni presso la piazza della stazione ferroviaria di Lecco; il Tempo (1884) per la tomba Rossi al Cimitero Monumentale di Milano; il Crocifisso nella tomba Strada nel cimitero di Bresso. Significativa è anche la produzione di ritratti, che egli eseguì numerosi.

## Influenza culturale
Come già accennato, Antonio Bezzola non riuscì a godere di un certo livello di notorietà presso il grande pubblico, e di lui non si hanno che fuggevoli cenni. Ciò malgrado, il suo ricordo è mantenuto vivo grazie alla toponomastica italiana, che ha tributato omaggio allo scultore con due vie a lui intitolate, una a Milano (nei pressi dello stadio San Siro) e l'altra a Campione d'Italia.
La sua città natia ha ricordato Bezzola con l'apposizione di un'epigrafe, che recita:
| «Continvatore Geniale della Tradizione Campionese ANTONIO BEZZOLA SCVLTORE Onorò con le Opere Qvesta sua Terra Natia Campione 1846 Milano 1929» |